# 1982 en sports équestres
Chronologie des sports équestres
- 1981 en sports équestres - 1982 en sports équestres - 1983 en sports équestres

Cet article présente les faits marquants de l'année 1982 en sports équestres.

## Événements

### Avril
- avril 1982 : la finale de la coupe du monde de saut d'obstacles 1981-1982 est remportée par Melanie Smith et Calypso[1].
- avril 1982 : création de la fédération internationale de polo (FIP)[2].

### Juin
- 6 juin 1982 : ouverture du musée du cheval dans les grandes écuries du château de Chantilly.